# WBSC U-12ワールドカップ
WBSC U-12野球ワールドカップ（英語：WBSC U-12 Baseball World Cup ）は、世界野球ソフトボール連盟（WBSC）主催により、隔年で開催される、11歳から12歳の各国・地域代表選手で競われる野球の国際大会である。旧称は「12U世界野球選手権大会」、「12U野球ワールドカップ」。

## 大会概要
この大会はWBSCが主催する、少年世代の各国・地域代表参加によって競われる国際大会である。これまではリトルリーグのような世界に加盟クラブチームを擁する少年野球組織で、クラブチームによる国際大会は開催されてきたものの、国・地域別代表戦による国際大会は長らく開催されてこなかった。2011年、国際野球連盟（IBAF）主催の国際大会が再編されることになり、新たな世代別国際大会として本大会が創設された。これにより世代別国際大会は、12歳以下、15歳以下、18歳以下、21歳以下（後に23歳以下）の4大会に整理された。
過去の大会主催はIBAFであったが、WBSC発足により、第3回大会からWBSC主催の大会として開催された。
2015年大会では、世界的に有名なキャラクターであるスヌーピーが公式グローバルアンバサダーに就任し、漫画「ピーナッツ」のキャラクターたちとともに、大会の顔として様々な場面で活用された。

## 歴代大会結果
| 回 | 開催期間              | 開催地 | 出場 | メダリスト             | メダリスト             | メダリスト             |
| 回 | 開催期間              | 開催地 | 出場 | 優勝                   | 準優勝                 | 3位                    |
| -- | --------------------- | ------ | ---- | ---------------------- | ---------------------- | ---------------------- |
| 1  | 2011年7月8日-7月17日  | 台北   | 13   | · チャイニーズタイペイ | · キューバ             | · ベネズエラ           |
| 2  | 2013年7月18日-7月28日 | 台北   | 14   | · アメリカ合衆国       | · チャイニーズタイペイ | · 日本                 |
| 3  | 2015年7月24日-8月2日  | 台南   | 12   | · アメリカ合衆国       | · チャイニーズタイペイ | · ニカラグア           |
| 4  | 2017年7月28日-8月6日  | 台南   | 12   | · アメリカ合衆国       | · チャイニーズタイペイ | · メキシコ             |
| 5  | 2019年7月26日-8月4日  | 台南   | 12   | · チャイニーズタイペイ | · 日本                 | · キューバ             |
| 6  | 2022年7月29日-8月7日  | 台南   | 11   | · アメリカ合衆国       | · ベネズエラ           | · チャイニーズタイペイ |
| 7  | 2023年7月28日-8月6日  | 台南   | 12   | · アメリカ合衆国       | · チャイニーズタイペイ | · ベネズエラ           |
| 8  | 2025年                | 台南   | 12   | · アメリカ合衆国       |                        |                        |
| 9  | 2027年                | 台南   |      |                        |                        |                        |

## メダル獲得数の国別一覧
| 順位              | 国/地域              | 金 | 銀 | 銅 | 計 |
| ----------------- | -------------------- | -- | -- | -- | -- |
| 1                 | アメリカ合衆国       | 6  | 0  | 0  | 6  |
| 2                 | チャイニーズタイペイ | 2  | 4  | 1  | 7  |
| 3                 | ベネズエラ           | 0  | 1  | 2  | 3  |
| 4                 | キューバ             | 0  | 1  | 1  | 2  |
| 4                 | 日本                 | 0  | 1  | 1  | 2  |
| 6                 | ニカラグア           | 0  | 0  | 1  | 1  |
| 6                 | メキシコ             | 0  | 0  | 1  | 1  |
| 計 (国/地域数: 7) | 計 (国/地域数: 7)    | 8  | 7  | 7  | 22 |